# Kuffertens Hemmelighed
Kuffertens Hemmelighed eller Similigreven er en dansk stum dramafilm fra 1910 produceret af Nordisk Filmskompagni. Filmens instruktør er ukendt.
Filmen blev produceret 1 1910 og havde dansk biografpremiere den 10. november 1910 i Biograf-Theatret i København. Den blev i tysktalende lande distribueret som Das Geheimnis des Koffers og i engelsktalende lande som The Trunk Mystery. 

## Handling
En ung greve får brev om, at han har vundet en retssag i London om en stor arv. Han skal blot tage til London med brevet og legitimationspapirer, så er arven hans. Han planlægger rejsen med sin kammertjener, men kammertjeneren får læst brevet, og på rejse til London bedøver han greven for at kunne give sig ud for ham og modtage arven. Efter problmer med at finde brevet, der er gemt i kufferten, lykkes det kammertjeneren at få fat på arven, men han afsløres i sidste øjeblik, inden han kan stikke af på en oceandamper.

## Medvirkende
- Aage Lorentzen - Greven
- Einar Zangenberg - Tjeneren
- Ellen Kornbeck - Grevinden
- Otto Lagoni - Opdageren
- Axel Boesen